# Portilla (Burgos)
Portilla es una localidad del municipio burgalés de Bozoó, en la comunidad autónoma de Castilla y León (España). 

## Localidades limítrofes
Confina con las siguientes localidades:
- Al noreste con Villanueva-Soportilla.
- Al sureste con Santa Gadea del Cid.
- Al sur con Bozoó.

## Demografía
Evolución de la población
| Gráfica de evolución demográfica de Portilla entre 2000 y 2017     |
|                                                                    |
| Población de derecho (2000-2017) según el padrón municipal del INE |

## Historia
Así se describe a Portilla en el tomo XIII del Diccionario geográfico-estadístico-histórico de España y sus posesiones de Ultramar, obra impulsada por Pascual Madoz a mediados del siglo XIX:

Villa con ayuntamiento en la provincia, diócesis, audiencia territorial y capitanía general de Burgos (13 ½ leguas), partido judicial de Miranda de Ebro (1 ¾). Situada en terreno montuoso, combatida de todos los vientos; su clima es sano y las enfermedades que se padecen con más frecuencia constipados. Tiene 16 casas, con la capitular; escuela de primera enseñanza, a la que asisten 7 niños dotada con 10 fanegas de trigo; una fuente de aguas potables extramuros, y una iglesia parroquial (San Vicente) servida por un cura párroco y un sacristán. Confina el término N Villanueva Soportilla; E Santa Gadea; S Bozoo. Su terreno es de mediana calidad y le cruza un riachuelo que baña también a Villanueva; hacia el O se encuentran los montes despoblados conocidos con el nombre de Besantes, los cuales se extienden hasta tocar con Tovalinilla. Caminos: los de pueblo a pueblo. Correos: se reciben de la capital del partido por valijero. Producciones: trigo, comuña, cebada, maíz, patatas, habas y otras legumbres, aunque en corta cantidad; ganado lanar, vacuno y cabrío, y caza de jabalíes y demás animales dañinos. Industria: la agrícola. Población: 14 vecinos, 52 almas. Capital productivo: 195.200 reales. Imponible: 18.978. Contribución: 1.257 reales 2 maravedíes. El presupuesto municipal asciende a 600 reales que se cubren con los fondos de propios.
Diccionario geográfico-estadístico-histórico de España y sus posesiones de Ultramar